# Lunar Roving Vehicle
O veículo explorador da Lua, ou em inglês, o Lunar Roving Vehicle, é um pequeno veículo elétrico (astromóvel), que permitiu aos astronautas das missões Apollo dirigir nas vizinhanças do local de pouso do módulo lunar, para realizar observações da geologia lunar, coletar amostras de rochas e de solos, para fazer o uso de instrumentos científicos, em vários pontos da Lua, além de poderem se deslocar a pontos mais distantes de seu local de pouso.
O veículo foi pela primeira vez utilizado na missão Apollo 15, que foi o quarto pouso da missão Apollo na Lua. O veículo foi usado para explorar regiões distantes cerca de 5 km do local de pouso. Posteriormente, o veículo também foi usado nas missões Apollo 16 e Apollo 17. Todos os protótipos levados à Lua foram lá deixados, ao final de cada missão.

## História
O conceito de um veículo para auxiliar na exploração do solo lunar é, curiosamente, anterior à época do Projeto Apollo, proposto pela primeira vez em uma série de artigos publicados na revista Collier's Weekly, por Wernher von Braun e outros, artigos estes que receberam o nome "Man Will Conquer Space Soon!". Nestes, von Braun descreveu um veículo dotado de rodas, capaz de se deslocar por terrenos acidentados e que poderia permanecer na Lua por seis semanas. O primeiro veículo proposto era semelhante a um trator e teria cerca de 10 toneladas. Em 1956, Mieczysław G. Bekker publicou dois livros sobre locomoção em solo, livro este que solidificou as bases teóricas para a futura exploração lunar efetuada por veículos. Em um livro publicado em 1968, um ano antes de ida dos primeiros astronautas à Lua, o escritor Arthur C. Clarke apresentou a imagem de um veículo semelhante ao proposto, possuindo uma cabine pressurizada e dotado de rodas semelhantes a pneus de tratores, que estava sendo desenvolvido pela NASA, para ser levado à Lua no futuro, após as missões Apollo.

### Primeiros estudos sobre mobilidade na Lua

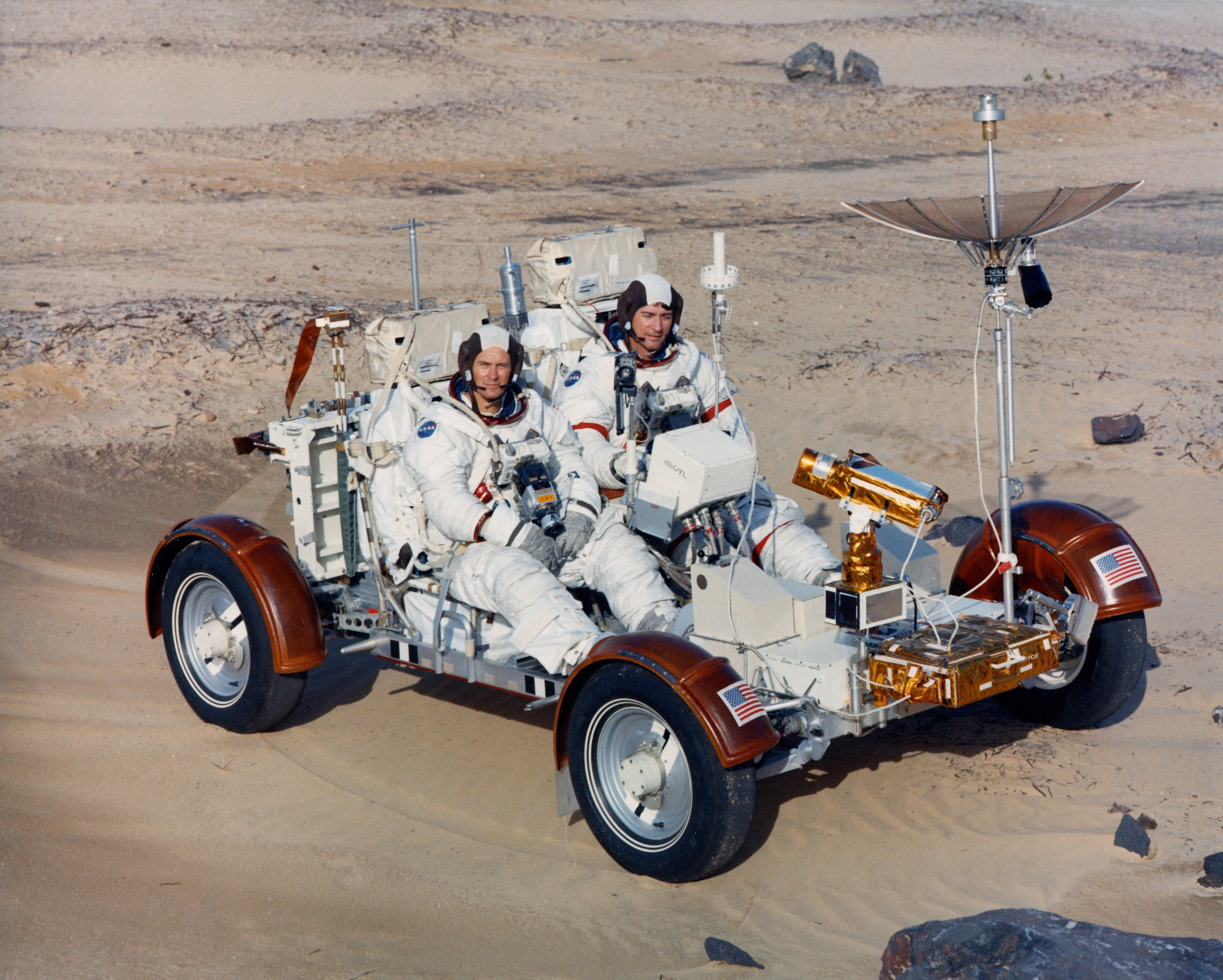
Charles Duke e John Young, astronautas da Apollo 16, treinando no protótipo do Lunar Rover levado à Lua na missão Apollo 16

Em fevereiro de 1964, na revista Popular Science, von Braun, então diretor do Marshall Space Flight Center (MSFC), da NASA, discutiu a necessidade de se desenvolver um veículo que permitisse se deslocar sobre a superfície lunar e revelou a existência de estudos que estavam sendo levados adiante por várias instituições, entre elas a Lockheed, Bendix, Boeing, General Motors, Brown Engineering, Grumman, e Bell Aerospace.
No início do Programa Apollo chegou a surgir a ideia de que dois foguetes Saturno V poderiam ser usados em cada missão lunar: um para enviar a tripulação para orbitar a Lua, alunissar e retornar à Terra, e um segundo para enviar um veículo de exploração da superfície lunar, suprimentos e um veículo para uso por parte da tripulação na superfície lunar.
A Grumman e a Northrop, em fins de 1962, começaram a projetar veículos com cabines pressurizadas. Mieczysław Bekker, agora com a General Motors Defense Research Laboratories, de Santa Barbara, Califórnia, completou um estudo para o Laboratório de Propulsão a Jato, da NASA, a respeito de um pequeno veículo lunar não-tripulado, para o Programa Surveyor. Ferenc Pavlics, originário da Hungria, criou um design que seria a base para futuros veículos para a exploração de ambientes extraterrestres.
Em 1963, após vários estudos, a NASA optou por construir um veículo relativamente leve, capaz de acomodar dois homens e instrumentos. Em junho de 1964, a NASA fechou contrato com a Bendix e a Boeing, com laboratórios da GM designados para criar a tecnologia a ser utilizada na construção de um veículo para ser usado em solo lunar A Bell Aerospace Já vinha realizando estudos para a criação de veículos semelhantes.
Posteriormente, contudo, o Centro Espacial Marshall passou a examinar um projeto de exploração da superfície lunar menos ambicioso e complexo (sobretudo quando foi escolhido o esquema para o envio de astronautas à Lua, no qual ficava claro que apenas dois tripulantes – e não três, como havia sido considerado no início, pousariam na superfície da Lua). Num primeiro momento, se considerou a ideia de criar um veículo capaz de transportar dois astronautas, e que fosse remotamente controlado. Devido à possível necessidade de se criar veículos capazes de ser usados ao longo de vários dias, diversos modelos foram desenvolvidos.

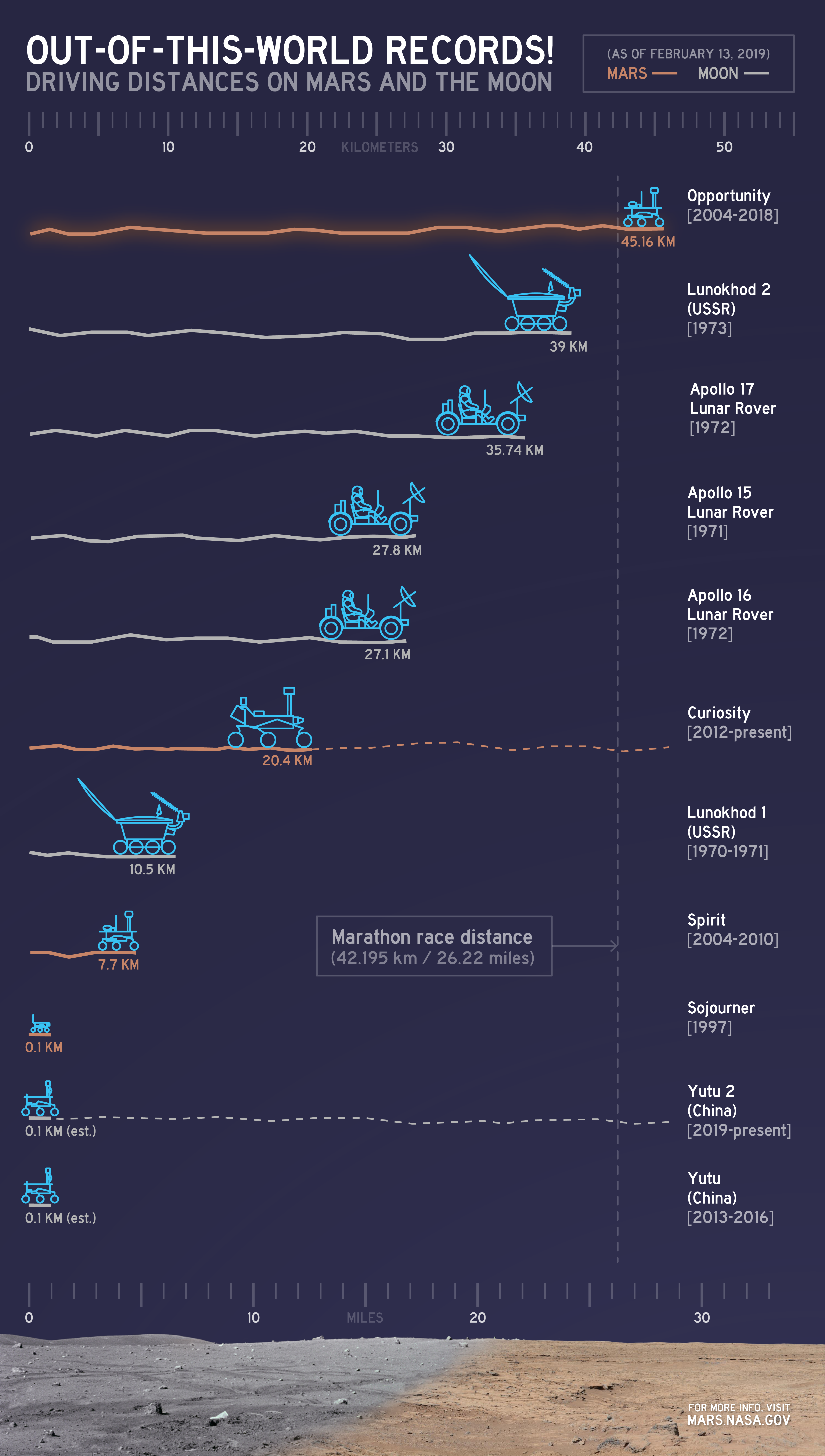
Comparação de distâncias atingidas por vários veículos sobre a superfície da Lua e de Marte.

Com a pressão do Congresso para baixar os custos do Projeto Apollo, a produção do Saturno V foi reduzida, de modo que um único foguete seria lançado em cada missão. Assim, qualquer veículo de exploração lunar que viesse a ser concebido, necessitaria ser levado à Lua na mesma espaçonave que os astronautas. Em novembro de 1964, o modelo a utilizar dois foguetes foi abandonado e a Bendix e a Boeing passaram a ser responsáveis pela criação de um veículo de exploração lunar leve e de fácil manobrabilidade. O nome do módulo de excursão lunar foi mudado, passando a se chamar, simplesmente, Módulo Lunar Apollo, indicando que a possibilidade de grandes “excursões” lunares ainda não existiria. O Marshall continuou, também, a estudar a construção de veículos robóticos não-tripulados, que poderiam ser controlados a partir da Terra.
Desde o início, a Brown Engineering Company, de Huntsville, Alabama, havia participado em todos os esforços de se desenvolver técnicas de mobilidade em solo lunar. Em 1965, a Brown se tornou a primeira companhia contratada para o Marshall's P&VE Laboratory. Com uma urgente necessidade para determinar a possibilidade de se criar um veículo para dois astronautas, von Braun pressionou para que se aceitasse a proposta de se usar esta companhia. Enquanto a Bendix e a Boeing continuariam a refinar conceitos e a projetar um veículo para exploração da superfície lunar, modelos de teste seriam fundamentais para estudos que possibilitassem a melhoria de sistemas de telemetria, navegação, suporte de vida e até o conforto dos astronautas.

## O veículo

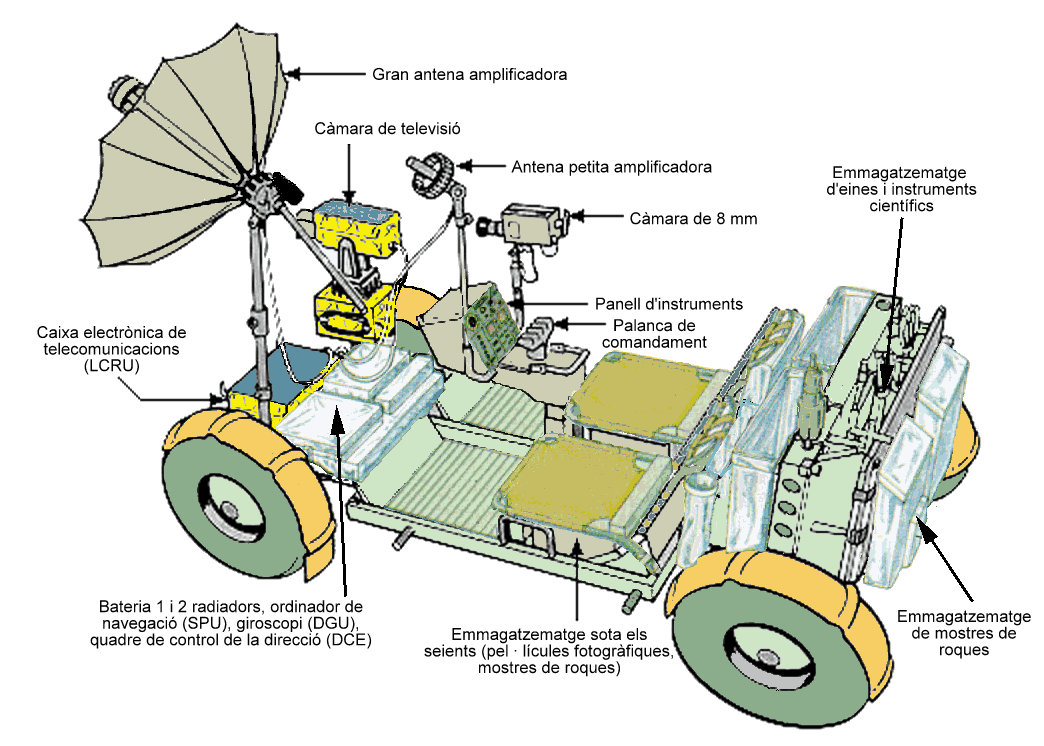
Diagrama do LRV.

Construído pela Boeing, cada um dos protótipos levados à Lua pesava 210 quilos, podendo carregar dois astronautas, equipamentos e amostras lunares, atingindo uma velocidade máxima de 13 quilômetros por hora. O veículo tinha 3,1 m de comprimento, tomando por base suas rodas e 2,3 m de largura. Consistia basicamente em uma estrutura de alumínio de peso total de 210 kg na Terra e 36 kg na Lua. Podendo suportar um peso de no máximo de 480 kg, sendo que 353 kg seriam distribuídos entre o peso dos astronautas, mais o sistema de suporte de vida, 45,4 kg para os equipamentos de comunicações, 54,5 kg para os equipamentos científicos e 27,2 kg de amostras de rochas e solos da Lua. Totalmente carregado, o vão livre sob o veículo ficava em 36 cm.
O chassi foi feito de forma a ser levado para a Lua dobrado. Media 0,90 m x 1,50 m x 1,70 m dentro do módulo lunar. A estrutura era montada em 20 minutos. Para se mover, havia um motor elétrico de 0,18 KW para cada roda e possuía uma transmissão com a relação 80:1. O veículo possuía alto torque e baixa velocidade. O motorista dirigia o veículo por meio de um joystick.
Duas baterias de prata e zinco, não-recarregáveis, forneciam a tensão de 36 volts, com a capacidade de 121 ampères hora. Permitindo uma velocidade máxima de 13 km/h e uma autonomia de 92 km. Era equipado com um giroscópio, um hodômetro, um computador de navegação que fornecia a distância do veículo em relação ao módulo lunar. Os equipamentos de comunicações, bem como duas câmeras eram localizados na parte da frente do veículo. Ele podia subir rampas com 25º de inclinação e podia facilmente ser dirigido em superfícies irregulares.
As rodas do veículo eram feitas com uma rede de cordas de piano com titânio. Não foi utilizada borracha sólida ou vazada, porque poderia deixar o veículo muito pesado. A nave espacial Apollo apenas podia transportar uma determinada massa fixa e rodas constituídas de malhas de cordas foram utilizadas para manter baixo o peso do veículo.
Um dos instrumentos científicos que foi transportado pelo veículo foi um gravímetro. Ele foi utilizado para medir e mapear o campo gravitacional da Lua.
Todos os veículos lunares foram abandonados na Lua após o seu uso.
A antiga União Soviética também levou veículos para a Lua, foram denominados de Lunokhod 1 (o primeiro astromóvel da história) e o Lunokhod 2.

### Apollo 15

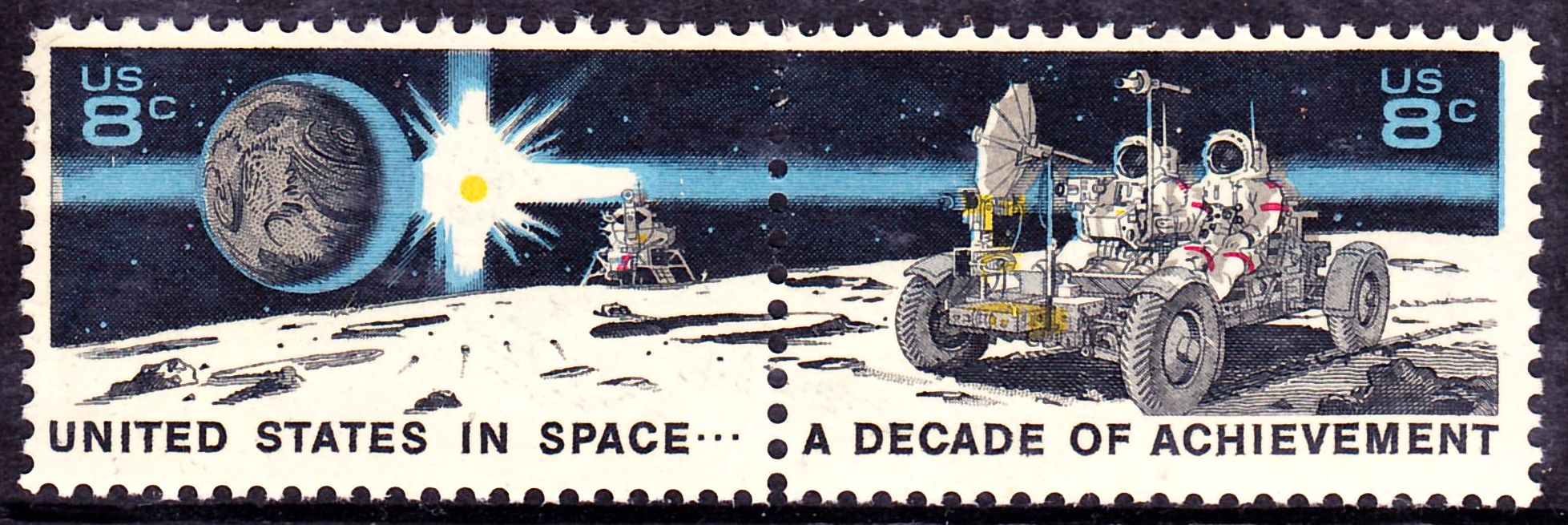
Selo postal de 1971.

- Distância total percorrida: 27,9 km
- Maior distância do Módulo Lunar: 5 km
- Data do pouso na Lua: 30 de Julho de 1971

A primeira viagem foi em direção ao canal Hadley e o veículo foi extensivamente testado e seu sistema de navegação demonstrou ser muito preciso. Durante dois novos passeios com o veículo foram visitados o Monte Hadley e novamente o canal Hadley, onde foram coletados 76,8 kg de amostras de rochas.

### Apollo 16
- Distância total percorrida: 26,7 km
- Maior distância do Módulo Lunar: 4,5 km
- Data do pouso na Lua: 21 de abril de 1972

Durante os dois passeios lunares foram visitados as montanhas Stone bem como a cratera North Ray. Durante a partida da Lua pelo módulo lunar, o veículo lunar filmou a sua decolagem.

### Apollo 17
- Distância total percorrida: 35,9 km
- Maior distância do Módulo Lunar: 7,6 km
- Data do pouso na Lua: 11 de Dezembro de 1972

O veículo lunar foi utilizado em três passeios lunares pelo vale de Taurus-Littrow, que duraram 7,2; 7,6 e 7,3 horas. Durante a partida da Lua pelo módulo lunar, o veículo lunar também filmou a sua decolagem.